# Оруджев, Гидаят Худуш оглы
Гидаят Худуш оглы Оруджев (азерб. Hidayət Xuduş oğlu Orucov) — азербайджанский поэт, драматург, прозаик, публицист; государственный и общественный деятель Азербайджана; Заслуженный деятель искусств Азербайджана (1991); Государственный советник Азербайджанской Республики 1-го класса. Председатель Государственного комитета по работе с религиозными структурами Азербайджана (2006—2012). Чрезвычайный и Полномочный посол Азербайджанской Республики в Киргизской Республике (с 27 декабря 2012 года).

## Биография
Родился 5 сентября 1944 года в селе Маралзами Мегринского района Армянской ССР. Окончил филологический факультет Азербайджанского  государственного университета.

### Карьера
Работал литературным сотрудником республиканской газеты «Совет Эрменистаны» (1966—1968), директором Ереванского азербайджанского драматического театра им. Д. Джабарлы (1968—1984, Ереван), главным редактором издательства «Гянджлик» (1984—1992, Баку).
В августе 1992 года был назначен советником Президента Азербайджанской Республики по межнациональным отношениям.
С января 1993 года по 2006 год Государственный советник Азербайджанской Республики по вопросам национальной политики. 
Председатель Госкомитета по работе с религиозными образованиями Азербайджанской Республики.(2006—2012).
С 27 декабря 2012 года Чрезвычайный и Полномочный посол Азербайджанской Республики в Киргизской Республике.

## Творческая деятельность
Гидаят Оруджев является автором более тридцати книг.  Его пьесы поставлены на сценах Азербайджанского государственного академического национального драматического театра, Азербайджанского государственного академического русского драматического театра имени Самеда Вургуна и других театров Азербайджана. Произведения Г. Оруджева переведены на более двадцать языков народов мира. Им переведены на азербайджанский язык пьеса У. Шекспира «Конец — делу венец», роман Гарриет Бичер Стоу «Хижина дяди Тома», произведения английских, исландских, русских и др. поэтов.

## Награды, медали, ордена
- 1970 —  Медаль «За доблестный труд».
- 1978 —  Заслуженный деятель культуры Армянской ССР.
- 24 ноября 1978 —  Почётная грамота Президиума Верховного совета Азербайджанской ССР[3].
- 24 сентября 1991 —  Заслуженный деятель искусств Азербайджанской Республики — за активную работу по изданию 50-томной «Всемирной детской литературной библиотеки» на азербайджанском языке[4].
- 2002 —  Орден «Честь» (Грузия).
- 2003 — Орден Святого благоверного князя Даниила Московского (Русской православной церкви).
- 18 августа 2004 —  Почётная грамота Республики Дагестан (Республика Дагестан, Россия) — за  большой вклад в укрепление дружбы и сотрудничества между народами[5].
- 3 сентября 2004 —  Орден «Слава» — за заслуги в развитии азербайджанской литературы[6].
- Лауреат высшей  литературной награды Республики Чувашия (Чувашия, Россия) — Международной литературной премии им. Пайдуллы Искеева.
- 2008 —  Медаль Папы Римского Бенедикта XVI (Ватикан)[7].
- 2009 — Золотая Медаль в честь святого апостола Варфоломея (Бакинская и Прикаспийская епархия)[8].
- 2010 — Орден Славы и чести III степени Русской православной церкви — за регулярную помощь Бакинской и Прикаспийской епархии Русской православной церкви[9].
- 5 июня 2012 —  Персональная пенсия Президента Азербайджанской Республики — за многолетнюю плодотворную деятельность на государственной службе в Азербайджанской Республике[10].
- 3 сентября 2014 —  Почётный диплом Президента Азербайджанской Республики — за активное участие в общественной жизни Азербайджанской Республики[11].
- 2014 —  Именной подарок под названием «Шелковый Путь» (Кыргызстан).
- 9 июля 2019 —  Орден «За службу Отечеству» II степени — за плодотворную деятельность в органах дипломатической службы Азербайджанской Республики[12].
- 20 октября 2021  — Почётная грамота Кабинета Министров Кыргызской Республики — за значительный вклад в развитие межгосударственных отношений между Кыргызской Республикой и Азербайджанской Республикой[13].